# InCrest
InCrest er et dansk alternativt rockband fra København. Bandet blev dannet i 2003 af Marcie og Jones. Bandet består af sanger og guitarist Marcie, bassist Anderson og trommeslager Jones. Gruppens debutalbum Rubicon Atlas blev udgivet 28. november 2014 efterfulgt af en dansk koncerttourné i 2015 og og indisk tourné i 2017.
Den første single Nightcrawler fra gruppens efterfølgende album udkom 1. august 2018. Studiealbummet The Ladder The Climb The Fall blev udgivet 15. september 2018.

## Diskografi

### Studiealbums
- Rubicon Atlas (2014)

- The Ladder The Climb The Fall (2018)

### Singler
- Jenna Lynn (2014)

- Even Though (2015)

- Changing Time (2015)

- Nightcrawler (2018)

### Musikvideoer
- Jenna Lynn (2014)

- Even Though (2015)

- Changing Time (2015)

- Nightcrawler (2018)

## Eksterne Links
- Facebook
- Twitter
- Youtube
- Instagram
- Spotify